# 1945 a sportban
1945 főbb sporteseményei a következők voltak:
- Az Újpest FC nyerte a második világháború utáni első bajnokságot. Ez a klub hatodik bajnoki címe.

## Születések
- január 1.
  - Jacky Ickx, belga autóversenyző, Formula–1-es pilóta, Le Mans-i 24 órás autóverseny- és Dakar-rali-győztes
  - Brian Oldfield, amerikai súlylökő, olimpikon († 2017)
- január 5.
  - Constantin Radu, román válogatott labdarúgó († 2020)
  - Sam Wyche, amerikai amerikaifutball-játékos, Super Bowl-győztes edző († 2020)
- január 6. – Roland Losert, világbajnok osztrák vívó, olimpikon
- január 16.
  - Bill Craig, olimpiai és pánameerikai játékok bajnok amerikai úszó († 2017)
  - Wim Suurbier, világbajnoki ezüstérme és Európa-bajnoki bronzérmes, Bajnokcsapatok Európa-kupája- és UEFA-szuperkupa-győztes holland válogatott labdarúgó, hátvéd, edző († 2020)
- február 2.
  - Bagócs János, világ- és Európa-bajnok magyar súlyemelő, edző, olimpikon
  - Jacques Dimont, olimpiai bajnok francia tőrvívó († 1994)
- február 6. – Heinz Stuy, Bajnokcsapatok Európa-kupája- és UEFA-szuperkupa-győztes holland labdarúgó
- február 11. – Dávid Karako, izraeli válogatott labdarúgó, edző
- február 12.
  - José Calle, francia válogatott rögbijátékos († 2020)
  - Mafu Kibonge, afrikai nemzetek kupája-bajnok Kongói Demokratikus Köztársaságbeli válogatott labdarúgó
- február 13. – Hrísztosz Terzanídisz, görög válogatott labdarúgó
- február 16. – Julio Morales, Copa Libertadores-győztes uruguayi válogatott labdarúgó († 2022)
- február 21. – Danny Grant, Stanley-kupa-győztes kanadai jégkorongozó († 2019)
- március 1. – Fidel Uriarte, spanyol válogatott baszk labdarúgó, csatár († 2016)
- március 13. – Christian Noël, olimpiai és világbajnok francia tőrvívó
- március 16. – Vojtěch Christov, szlovák labdarúgó-játékvezető
- március 25. – Dumitru Antonescu, román válogatott labdarúgó hátvéd, edző († 2016)
- március 31. – Alcindo, brazil válogatott labdarúgó, középpályás († 2016)
- április 3. – Gary Sprake, walesi labdarúgó, kapus († 2016)
- április 5. – Zoran Živković, olimpiai bajnok jugoszláv válogatott szerb kézilabdázó
- április 6. – Léon Dolmans, Európa-bajnoki bronzérmes belga labdarúgó, hátvéd
- április 17. – Konrád Ferenc, olimpiai, világ- és Európa-bajnok vízilabdázó († 2015)
- április 29. – Friedrich Wessel, világbajnok német tőrvívó
- május 1. – Fehér Mihály, magyar ökölvívó, edző († 2018)
- május 14. – Yochanan Vollach, izraeli labdarúgó
- május 27. – Marót Péter, olimpiai ezüstérmes és világbajnok magyar kardvívó († 2020)
- június 12. – Pat Jennings, UEFA-kupa-győztes északír válogatott labdarúgó
- június 17. – Eddy Merckx, belga kerékpáros
- június 18. – Bohumil Veselý, csehszlovák válogatott cseh labdarúgó
- július 12. – Dimitar Penev, bolgár edző, válogatott labdarúgó
- július 19. – Cipriano Chemello, olimpiai bronzérmes olasz kerékpárversenyző († 2017)
- július 23. – Molnár Endre, olimpiai, világ- és Európa-bajnok magyar válogatott vízilabdázó
- július 27. – Bozsidar Grigorov, bolgár válogatott labdarúgó
- július 28. – Bolla Mária, Európa-bajnoki ezüstérmes, tizenhétszeres magyar bajnok vitorlázórepülő. Magyarország első női gyémántkoszorús pilótája († 2018)
- július 29. – Mircea Lucescu, román válogatott labdarúgó-középpályás, edző
- augusztus 5.
  - Corrado Dal Fabbro, olimpiai ezüstérmes olasz bobversenyző († 2018)
  - Giczy Csaba, olimpiai ezüstérmes, világ- és Európa-bajnok magyar kajakozó
- augusztus 11. – Daniel Rudisha, olimpiai ezüstérmes kenyai atléta († 2019)
- augusztus 12. – Vlagyimir Szergejevics Baszalajev, szovjet válogatott orosz labdarúgó, hátvéd († 2019)
- augusztus 15. – Duffy Dyer, World Series bajnok amerikai baseballjátékos
- augusztus 16. – Russell Brookes, brit raliversenyző († 2019)
- augusztus 21. – Aszparuh Nikodimov, bolgár válogatott labdarúgó, edző
- augusztus 29. – Karol Jokl, csehszlovák válogatott, szlovák labdarúgó, edző († 1996)
- augusztus 31. – Pfeffer Anna, olimpiai ezüstérmes, világbajnok és Európa-bajnok ezüstérmes magyar kajakozó
- szeptember 1. – Agustín Balbuena, Copa Libertadores-győztes argentin válogatott labdarúgó, csatár († 2020)
- szeptember 3. – Makai Zsuzsa, román-magyar sakkozó, női nemzetközi mester, magyar bajnok († 1987)
- szeptember 6. – Abuczky Béla, magyar labdarúgó, edző
- szeptember 11. – Franz Beckenbauer, világ- és Európa-bajnok, Aranylabdás német válogatott labdarúgó, világbajnok szövetségi kapitány († 2024)
- szeptember 16. – Ed Sprague, amerikai baseballjátékos († 2020)
- szeptember 22. – Ilija Petković, Európa-bajnoki ezüstérmes jugoszláv válogatott szerb labdarúgó, edző († 2020)
- október 2. – Antonio Evangelista, kanadai nemzetközi labdarúgó-játékvezető
- október 6.
  - Dembrószky Imre, román válogatott labdarúgó, csatár, edző
  - Luc Sanders, Európa-bajnoki bronzérmes belga labdarúgó, kapus, edző
- október 7. – Jean-Luc Thérier, rali-világbajnok francia autóversenyző († 2019)
- október 9. – Naftali Bon, olimpiai ezüstérmes kenyai atléta († 2018)
- október 16. – Ken Mulhearn, angol labdarúgó, kapus († 2018)
- október 22. – Detlef Pirsig, német labdarúgó, hátvéd, edző († 2019)
- november 2. – Sam Arday, ghánai labdarúgóedző, olimpiai bronzérmes szövetségi kapitány († 2017)
- november 3. – Ken Holtzman, World Series bajnok amerikai baseballjátékos († 2024)
- november 6. – Enver Hadžiabdić, bosnyák labdarúgó, edző
- november 8. – Tony Mann, ausztrál válogatott krikettjátékos († 2019)
- november 11. – Kafula Ngoie, afrikai nemzetek kupája-bajnok Kongói Demokratikus Köztársaságbeli válogatott labdarúgó
- november 15.
  - Josip Bukal, jugoszláv válogatott bosnyák labdarúgó, csatár, edző († 2016)
  - Szádok Szásszi, afrikai nemzetek kupája ezüstérmes tunéziai válogatott labdarúgókapus
- november 25. – Kent Karlsson, svéd válogatott labdarúgó
- november 28. – Georg Volkert, nyugatnémet válogatott német labdarúgó, csatár († 2020)
- november 30. – Mohammed Hazzaz, marokkói válogatott labdarúgó, olimpikon († 2018)
- december 3. – Luis Garisto, uruguayi válogatott labdarúgó, hátvéd, edző († 2017)
- december 6. – Kees van Ierssel, világbajnoki ezüstérmes holland válogatott labdarúgó
- december 7.
  - Kasziba István, magyar válogatott röplabdázó, edző († 2020)
  - Csen Seng-caj, kínai nemzetközi labdarúgó-játékvezető
- december 10. – Jimmy Rooney, skót születésű ausztrál válogatott labdarúgó

## Halálozások
| Halálozás      | Név                        | Nemzetiség, sportág, eredmények                                                    | Születés |
| -------------- | -------------------------- | ---------------------------------------------------------------------------------- | -------- |
| január 2.      | Sven-Olof Jonsson          | olimpiai bajnok svéd tornász                                                       | 1893     |
| január 4.      | Kmetykó János              | magyar torna-edző, testnevelő tanár                                                | 1880     |
| január 12.     | Paolo Salvi                | olimpiai bajnok olasz tornász                                                      | 1891     |
| január 13.     | Ferdinand Kiefler          | olimpiai ezüstérmes osztrák kézilabdázó                                            | 1945     |
| január 15.     | Havasi Kornél              | magyar sakkmester, kétszeres sakkolimpiai bajnok, magyar bajnok                    | 1892     |
| január 29.     | Gustav Flatow              | olimpiai bajnok német tornász                                                      | 1875     |
| február 1.     | Thomas Homewood            | olimpiai bronzérmes brit kötélhúzó                                                 | 1881     |
| február 6.     | Kertész Géza               | magyar válogatott labdarúgó, csatár, edző                                          | 1894     |
| február 8.     | Italo Santelli             | olimpiai ezüstérmes olasz vívómester                                               | 1866     |
| február 10.    | Fred Clemons               | amerikai autóversenyző                                                             | 1889     |
| február 21.    | Paul Radford               | amerikai baseballjátékos                                                           | 1861     |
| március 5.     | Balatoni Károly            | magyar úszó, vízilabdázó, birkózó, sportvezető                                     | 1878     |
| március 12.    | Sam Mertes                 | amerikai baseballjátékos                                                           | 1872     |
| március 29.    | Csik Ferenc                | olimpiai bajnok magyar úszó                                                        | 1913     |
| április ?      | Roger Bureau               | belga jégkorongozó, gyorskorcsolyázó, olimpikon                                    | 1909     |
| április 1.     | Balla Zoltán               | magyar sakkmester, az első magyar sakkbajnok, a Magyar Sakkszövetség alapító tagja | 1883     |
| április 4.     | Yngve Stiernspetz          | olimpiai bajnok svéd tornász                                                       | 1887     |
| április 9.     | Ted Cather                 | World Series bajnok amerikai baseballjátékos                                       | 1889     |
| május 1.       | Otto Granström             | olimpiai bronzérmes finn tornász                                                   | 1945     |
| május 2.       | Joe Corbett                | amerikai baseballjátékos                                                           | 1875     |
| május 3.       | Garay János                | olimpiai bajnok magyar vívó                                                        | 1889     |
| május 20.      | Richard Gregg              | / olimpiai ezüstérmes brit-ír gyeplabdázó                                          | 1883     |
| július 7.      | Vilém Goppold von Lobsdorf | cseh vívó, olimpikon                                                               | 1893     |
| július 18.     | Zloch Gyula                | magyar válogatott labdarúgó                                                        | 1899     |
| augusztus 14.  | Tommy Clarke               | amerikai baseballjátékos, World Series bajnok baseballedző                         | 1888     |
| szeptember 12. | Dave Zearfoss              | amerikai baseballjátékos                                                           | 1868     |
| szeptember 30. | Sture Ericsson             | olimpiai bajnok svéd tornász                                                       | 1898     |
| november 3.    | Mike Smith                 | amerikai baseballjátékos                                                           | 1868     |
| november 18.   | Morrie Rath                | World Series bajnok amerikai baseballjátékos                                       | 1886     |
| november 26.   | Johnny Jenkins             | amerikai autóversenyző                                                             | 1875     |
| november 30.   | Paul Masson                | olimpiai bajnok francia kerékpáros                                                 | 1874     |
| december 4.    | Weisz Richárd              | olimpiai bajnok magyar birkózó                                                     | 1879     |